# Sarah Behbehani
Sarah Behbehani (* 3. November 1989) ist eine kuwaitische Tennisspielerin.

## Karriere
Behbehani begann erst mit zehn Jahren mit dem Tennissport und bevorzugt Hartplätze. Sie spielte bisher drei Turniere auf der ITF Women’s World Tennis Tour, wo sie bislang bei drei Erstrundenbegegnungen, davon zwei im Einzel und ein Doppel, jeweils glatt mit 0:6 und 0:6 verlor.
Bei den Dubai Duty Free Tennis Championships 2021 erhielt sie zusammen mit ihrer türkischen Partnerin Çağla Büyükakçay vom Veranstalter eine Wildcard für das Hauptfeld im Damendoppel. Sie verloren allerdings bereits ihre Auftaktpartie gegen Alexa Guarachi und Darija Jurak mit 0:6 und 1:6.
Bei den Dubai Duty Free Tennis Championships 2022 erhielt sie eine Wildcard für die Qualifikation zum Dameneinzel.